# Chatrak
Chatrak (englisch Mushrooms) ist ein indisches Filmdrama in Bengali, das im Jahr 2011 erschienen ist. Drehbuchautor und Regisseur ist Vimukthi Jayasundara aus Sri Lanka.

## Handlung
Rahul (Sudip Mukherjee) geht nach Dubai, um seine Karriere als Architekt zu starten und vom dortigen Bauboom zu profitieren. Nach einiger Zeit kehrt er in seine Heimatstadt Kalkutta zurück, um ein Großprojekt umzusetzen. Dort erwartet ihn seine Freundin Paoli (Paoli Dam), die weit entfernt von ihrer Familie alleine lebt. Zusammen versuchen sie Rahuls Bruder (Sumeet Thakur) zu finden, der von vielen für verrückt gehalten wird. Rahul beauftragt zusätzlich einen Einheimischen, seinen Bruder in der Stadt zu suchen. Doch manchmal ist es sinnvoll an anderen Orten zu suchen, denn Rahuls Bruder hat dem normalen Leben entsagt und lebt alleine im Wald.
In der Geschichte geht es um Menschen, die für Bauprojekte enteignet werden.

## Veröffentlichung
Das Filmdrama Chatrak wurde auf verschiedenen Filmfestivals wie in der renommierten „Directors’ Fortnight“ der 64. Internationalen Filmfestspiele von Cannes 2011 gezeigt, dem 36. Toronto International Film Festival 2011 und dem Pacific Meridian Film Festival in Wladiwostok aufgeführt. Dieser Film wurde nie in Filmtheatern aufgeführt.

## Rezeption
The Hollywood Reporter kommentierte das Filmdrama Chatrak, dass „der abstrakte Naturalismus des Films ein strenges Porträt einer krassen und sorglosen menschlichen Gesellschaft schafft, sich aber jede größere Bedeutung in den vielen Nicht-Ereignissen des Films verliert und damit den Nihilismus ausmacht“. Die Variety kritisierte den Film als „extrem langsam entwickelnde Geschichte“, denn „Jayasundaras Haupthandlung wird sehr träge umgesetzt“. Das Online-Filmmagazin Notebook lobte den Film, da er auf künstliche Weise „in Szene gesetzte Träume und Alpträume, sichtbare Intuitionen der Umwelt, ein visuelles Verständnis dessen, wie sich Korruption der Gesellschaft und Korruption der Seele auswirken können,“ porträtiert. Sight & Sound des British Film Institute lobte den Film als „obwohl die Handlung zumindest anfangs beunruhigend sein kann, hat der Film sowohl wilde als auch einige komische Momente, die den Zuschauer bald überholen“.

## Kontroversen
Eine Szene des Films mit explizit frontaler Nacktheit hat in Indien für Aufsehen gesorgt, vor allem in Kalkutta, wo der Film hauptsächlich gedreht wurde. Aus diesem Grund wurde auf dem Kolkata Film Festival 2011 eine Filmversion ohne diese Szene gezeigt. Regisseur Jayasundara gab bekannt, dass mehrere Versionen des Films gedreht wurden, einige davon auch ohne diese Sex-Szene.